# Anna Lisa Małachowska
Anna Lisa Małachowska, także: Anna Liza Małachowska, Anna Lisa Rydyberg-Pettersen (ur. 4 lutego 1892 w Helsinkach, zm. 5 sierpnia 1944 w Łodzi) – polsko-szwedzka malarka i działaczka społeczna.

## Życiorys
Anna Lisa Małachowska przyszła na świat jako Anna Lisa Rydyberg-Pettersen. Przed I wojną światową poznała oficera armii rosyjskiej służącego w 2 pułku strzelców fińskich – Stanisława Małachowskiego, z którym pobrała się, mimo sprzeciwu ojca panny młodej, który nie chciał by jego córka wzięła ślub z żołnierzem wrogiej armii. W 1916 małżeństwu urodził się syn. W 1920 przenieśli się do Zakopanego, gdzie mieszkali 1,5 roku, a następnie do Łodzi, gdzie jej mąż został dowódcą Okręgu Korpusu nr IV. Rodzina w Łodzi zamieszkała w pałacu Alfreda Biedermanna. Małachowska w Polsce uczyła się języka polskiego z pomocą prywatnej nauczycielki.
Po przeprowadzce Małachowska skupiła się na problemach społecznych – opiekowała się inwalidami wojennymi oraz sierotami po poległych żołnierzach. Została prezesem Rodzin Wojskowych w Łodzi, szefem Związku Polsko-Szwedzkiego, a także prowadziła Dom Sierot. 3 maja 1934 została odznaczona przez prezydenta Ignacego Mościckiego Złotym Krzyżem Zasługi.
W wyniku wybuchu II wojny światowej Małachowskiej i jej rodzinie zaproponowano możliwość wyjazdu z Polski pociągiem dyplomatycznym do Szwecji lub Finlandii. Małachowska odrzuciła ofertę, twierdząc, że jako żona polskiego generała i matka Polaka powinna zostać w Polsce. W lipcu 1943 za działanie w konspiracji została wraz z synem aresztowana przez Gestapo. 14 lipca 1943 osadzono ją w więzieniu kobiecym przy ul. Gdańskiej 13 w Łodzi, gdzie ją torturowano i wtrącono do podziemnej celi. W więzieniu miała odmawiać zeznań. 2 sierpnia 1944 została przywieziona do szpitala przy ul. Łomżyńskiej 17/19 w Łodzi, gdzie 5 sierpnia 1944 zmarła w wyniku wrzodziejącego zapalenia gardła.

### Życie prywatne
Anna Lisa Małachowska około 1910 poślubiła generała Stanisława Nałęcza-Małachowskiego (1882–1971), z którym miała syna Raula Nałęcza-Małachowskiego (1916–2014).
Miała korzenie szwedzkie. Była córką Wiktora Petterssona szwedzkiego dziennikarza, autora książek oraz właściciela, wydawcy i redaktora tygodnika „Lördagskväll – Lördagen” oraz Anny z domu Rydyberg, córki poety Wiktora Rydberga. Jej braćmi byli dziennikarz Emanuel Petterson (zm. 1978) oraz malarz Johan Petterson znany jako Jonas Peson (1887–1952).
Została prawdopodobnie pochowana w zbiorowej, bezimiennej mogile we wsi Kurczaki (obecnie część miasta Łodzi), jej ciała nigdy nie zidentyfikowano. Z czasem przyjaciel rodziny – Tomasz Ordyński, ufundował jej nagrobek w części ewangelickiej Starego Cmentarza w Łodzi, który od 2014 współdzieli ze swoim synem.